# نصف‌النهار ۸۲ درجه شرقی
نصف‌النهار ۸۲ درجه شرقی ۸۲مین نصف‌النهار شرقی از گرینویچ است که از لحاظ زمانی ۵ساعت و ۲۸دقیقه با گرینویچ اختلاف زمانی دارد.
این نصف‌النهار از قطب شمال شروع و از مناطق زیر گذشته و به قطب جنوب ختم می‌شود.
- روسیه
- چین
- اقیانوس هند